# Congrés de Sants
El Primer Congrés de la Confederació Regional del Treball de Catalunya (CRTC), també conegut com a Congrés Obrer de Sants, va ser una important reunió de l'obrerisme català que va tenir lloc a l'Ateneu Racionalista del carrer Vallespir de Sants (Barcelona) del 28 de juny a l'1 de juliol de 1918.
Aquest congrés va estar fortament influenciat per la Revolució russa del 1917 i seria el detonant de l'enfortiment de l'anarcosindicalisme a Catalunya i a l'estat espanyol, representat per la Confederació Nacional del Treball. El Congrés de Sants va ser determinant per les resolucions d'organització que es van aprovar i també pel gruix de treballadors i militants que s'hi van implicar, un total de 164 delegats representant a 73.860 associats de 153 societats obreres i sindicats de les principals comarques de Catalunya.
Només mig any més tard, el 8 de desembre del 1918, la CRTC va celebrar una Assemblea Regional a la ciutat de Barcelona agrupant 254 entitats obreres i representant 345.000 afiliats, gairebé multiplicant per cinc la xifra del primer congrés. A finals de 1919, la CRTC arribaria a la màxima quota d'afiliació de principis de segle xx, amb 427.000 associats durant la participació en el II Congrés de la CNT a Madrid, suposant un definitiu agrupament de les classes populars catalanes al voltant de l'anarcosindicalisme.

## Organitzadors i assistents

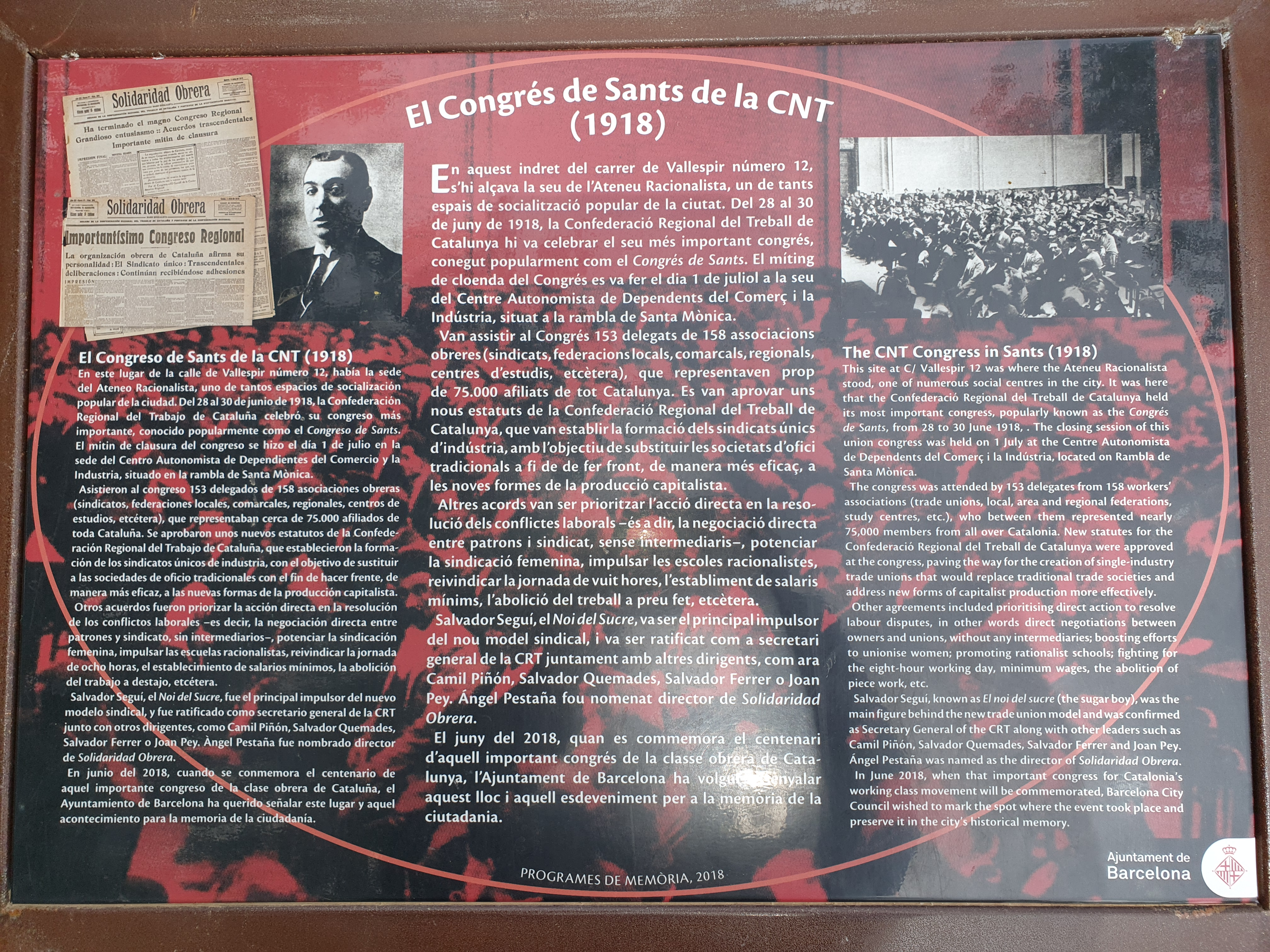
Placa commemorativa del Congrés de Sants de 1918, instal·lada per l'Ajuntament de Barcelona l'any 2018

Aquest congrés comença a posar en pràctica els acords presos en el Congrés fundacional de la CNT de 1910, que no s'havien dut a terme a causa de la desorganització interna provocada per la forta repressió que l'obligà a treballar algun temps en la clandestinitat. Convocat a iniciativa d'Ángel Pestaña el 1917, el comitè organitzador del Congrés estava format per Salvador Seguí i Rubinat, Enric Rueda López, Camil Piñón i Oriola, Joan Pey i Salvador Quemades i es valgué de campanyes promogudes pels diaris Solidaridad Obrera i Tierra y Libertad. Hi van assistir 155 delegats que representaven 137 sindicats, 11 Federacions locals, el Consell local de Manlleu, La Federació Nacional d'Adobadors i la Federació Regional dels Metal·lúrgics, representant un total de 74.219 afiliats.

## Resolucions
Hi foren debatudes vuit ponències que englobaven 40 temes presentats pels sindicats durant els mesos anteriors al congrés.

### Els sindicats únics
El principal acord orgànic pres al congrés a proposta de Salvador Seguí i Rubinat fou la supressió de les federacions basades en l'ofici i la seva substitució per una nova organització basada en els Sindicats Únics d'indústria. Així es constituïa un únic sindicat que agrupava tots els treballadors del mateix ram productiu. Es tractava d'una estratègia més adequada per a enfrontar-se a la manera de producció capitalista sorgit amb la industrialització.
El federalisme llibertari pretenia transformar l'estructura social, potenciant la solidaritat entre els oficis per sobre dels interessos gremials, al mateix temps que possibilitava un major grau d'unitat enfront de la patronal i facilitava estratègies com la vaga general i l'acció directa. La nova CRTC i la CNT es construirien sobre aquests sindicats, cosa que els donaria una major cohesió.

### Acords ideològics
Tot i que el Congrés es caracteritzà per la marginació dels principis ideològics rígids donant preferència a l'acció directa com a enfrontament directe amb la burgesia sense intermediaris ni pal·liatius. No obstant això, no van excloure altres mètodes d'acció, amb la intenció de mantenir obertes les portes de la Confederació al major nombre possible de societats obreres, salvant la reticència d'algunes agrupacions que confiaven en alguns mètodes del sindicalisme de base múltiple, com el mutualisme o el cooperativisme. Alhora Ángel Pestaña fou nomenat director de Solidaridad Obrera i pagar als redactors. També es votà per establir el càrrec retribuït de secretari regional.

### Altres acords
També van votar que els polítics professionals no representessin l'organització, per potenciar la sindicació femenina, establir el carnet confederal, creació de tallers col·lectius, centralitzar el comitè pro-presos i impulsar les escoles racionalistes.
Altres acords reivindicaven la jornada de vuit hores, els salaris mínims fixats pels sindicats, l'abolició del treball a preu fet i de l'explotació de menors, i la negativa a treballar hores extraordinàries.
L'esment de l'agrupació del proletariat en una organització unitària també va ser debatuda, i fins i tot propugnada en un acord, però sense cap resultat pràctic, perquè a escasses setmanes de conclòs el congrés la CNT va decidir seguir endavant amb les mobilitzacions sense comptar amb la UGT.

## Conclusions
Les resolucions del congrés refermaren l'anarcosindicalisme i la tàctica de l'acció directa amb l'objectiu final de l'emancipació del proletariat. Salvador Seguí i Rubinat fou elegit secretari del Comitè Nacional de la CNT per aclamació. Aquest congrés representà el punt de partida de l'expansió anarcosindicalista a tot l'Estat espanyol i el reforçament de la CNT com a força de xoc sindical, com quedaria ben palès en la vaga de la Canadenca de 1919.